# Смедерево
Сме́дерево (серб. Смедерево / Smederevo, тур. Semendire, лат. Semendria, венг. Szendrő) — город в Сербии на стечении Моравы и Дуная, расположен в 50 км от Белграда. Является административным центром округа Подунавлье и общины Смедерево.

## История
В Средневековье город был столицей и самым крупным городом Сербии. Смедеревская крепость, построенная в XV веке, в настоящее время является одной из главных достопримечательностей города.
В 1458 году город был полностью захвачен Османской империей и в 1459 году преобразован в Санджак Смедерево.
В 1805 году в ходе первого сербского восстания Карагеоргий принял капитуляцию у турецкого коменданта, но в 1813 году восстание было разгромлено.
После капитуляции Югославии 17 апреля 1941 года в Смедерево по распоряжению немецкого военного командования были созданы склады, на которые свозили трофейные боеприпасы югославской армии. 5 июня 1941 года склады (на которых к этому времени было сосредоточено около 1000 железнодорожных вагонов с боеприпасами, в том числе до 300 вагонов с взрывчатыми веществами) взорвались. Взрывом были разрушены 70 % зданий города. Погибли около 3000 человек. Была сильно повреждена крепость.

## Население
Численность населения 77 808 чел. (перепись 2002). Этнический состав населения города: здесь проживает 58,2 тыс. сербов (93 %), 1,6 тыс. цыган (3 %) и 0,5 тыс. черногорцев (1 %).

## Экономика
Смедерево — один из главных промышленных центров Сербии. Здесь находится крупнейший сталеплавильный завод страны SARTID. Также представлено производство строительных машин и другие отрасли машиностроения. Имеется пищевая промышленность, прежде всего винодельческая и мукомольная.
Смедерево — крупный промышленный порт на Дунае.

## Достопримечательности
- Смедеревская крепость (1428)
- Успенская церковь (начало XV века)
- Церковь Святого Георгия (1850—1854)
- Здание окружного суда (1886—1888)
- Вилла Митинац (1900)
- Гимназия (1904)
- Дом общины (1928)

## Спорт
В городе существует футбольный клуб «Смедерево».

## Персоналии
- Димитрий Давидович, сербский политик, дипломат, писатель, журналист и публицист.
- Александар Митрович, сербский футболист

## Города-побратимы
- Волос, Греция
- Марибор, Словения (2017)[3]
- Пале, Босния и Герцеговина
- Херцег-Нови, Черногория